# Serica contorta
Serica contorta är en skalbaggsart som beskrevs av Dawson 1947. Serica contorta ingår i släktet Serica och familjen Melolonthidae. Inga underarter finns listade i Catalogue of Life.